# Дуджам II Франкопан
Дуджам II Франкопан, также известен как Дуджам II, граф Крка (хорв. Dujam II. Krčki (Frankopan); венг. Frangepán (II.) Duim; ? — 1317) — хорватский дворянин из династии Франкопанов, которые контролировали западное побережье Адриатического моря в Хорватии, находившейся в личной унии с Венгрией с 1102 года. Будучи графом Крка, он также правил районами Модруш и Сень.

## Правитель острова Крк
Дуджам II родился в семье, которая после 1430 года была известна как дом Франкопан, в середине XIII века. Единственный сын Фридриха II, графа Крка. Он был впервые упомянут в исторических документах в 1279 году. Его отец умер где-то после 1288 года, с тех пор Дуджам стал графом Крка и его окрестностей. У него был сын и преемник, Фридрих III.
После восшествия на венгерский королевский престола Ласло IV в 1272 году Венгрия и Хорватия находились в состоянии постоянной анархии, и несколько влиятельных лордов стали управлять своей территорией автономно, узурпировав королевские прерогативы в своем владении, даже после смерти Андраша III (правил в 1290—1301) и пресечения династии Арпадов. Историк Дьюла Кристо включил Дуджама в число этих могущественных "олигархов «или „провинциальных лордов“. В 1300 году венецианский источник Liber Pactorum ссылается на графа Дуджама как на „наследственного правителя Крка“. Он также унаследовал титул подеста Сеня от своего отца Фридриха II.
Уже с 1290 года Дуджам, граф Крка, поддерживал властные устремления Анжуйского ветви династии Капетингов — Карла Мартела, затем его сына Карла Роберта — вместе с родами Шубичей и Бабоничей. В июне 1291 года Дуджам Франкопан и Радослав Бабонич впервые посетили неаполитанский двор. В мае 1300 года Дуджам, граф Крка, среди прочих, лично сопровождал принца Карла Роберта из Неаполя в Венгрию, в то время как получил земельные пожертвования (три прибрежных округа Модруш-Риека, Винодол и Гацка жупа, где он также владел после этого замком Оточац) от Карла II Неаполитанского, деда Карла Роберта. Они прибыли в Сплит в августе 1300 года, где их приветствовал Павел Шубич. Из Сплита Павел Шубич сопроводил Карла Роберта Анжуйского в Загреб, где Угрин Чак также поклялся в верности принцу. После внезапной смерти венгерского короля Андраша III в начале 1301 года Карлу пришлось столкнуться с соперничающими претендентами на венгерский престол. Хорватские и далматинские бароны обеспечили непрерывные контакты между Неаполем и Венгрией во время войны за престолонаследие. Например, Дуджам Франкопан и Радослав Бабонич снова отправились в Неаполь, чтобы посетить короля Карла II и королеву Марию в 1306 году.
Дуджам и его сын Фридрих III были единственными провинциальными лордами, которые остались верны королю Венгрии Карлу I, когда король начал свою объединительную борьбу против крупных олигархов после 1310 года. Дуджам, который умер в 1317 году, и его сын успешно избежали открытого конфликта с Карлом, который победил всех провинциальных магнатов к 1323 году.

## Отношения с Венецией
Отношения Дуджама, графа Крка, с Венецианской республикой были более сложными, несмотря на вассальные и семейные отношения между Франкопанами и венецианской аристократией. В 1308 году венецианский дож Пьетро Градениго предотвратил планы Дуджама жениться в Венгрии на его племяннице, Занетте (дочери покойного Леонарда Франкопана, двоюродного брата Дуджама), которая также была племянницей Градениго. Дож сослался на» невыносимые и опасные условия жизни в Венгрии и на прилегающих к ней территориях", когда усыновлял её.